# 내일까지는 말하지 마라
"내일까지는 말하지 마라"는 1962년 공개된 대한민국의 영화이다.

## 배역
- 황해
- 조미령
- 김석훈
- 이빈화
- 이수련
- 이예춘
- 최남현
- 장동휘